# ساشا بيتوف
ساشا بيتوف (1920 - 1990) ممثل سينمائي ومخرج مسرح فرنسي.
ولد في جنيف سويسرا، وهو نجل المخرج جورج بيتويف Georges Pitoëff، لعب ساشا بيتويف أول دور في فيلم في عام 1952. وبعدها ظهر في أكثر من 50 فيلم.

## روابط خارجية
- ساشا بيتوف على موقع IMDb (الإنجليزية)
- ساشا بيتوف على موقع ألو سيني (الفرنسية)
- ساشا بيتوف على موقع ميوزك برينز (الإنجليزية)
- ساشا بيتوف على موقع تيرنر كلاسيك موفيز (الإنجليزية)
- ساشا بيتوف على موقع أول موفي (الإنجليزية)
- ساشا بيتوف على موقع قاعدة بيانات الأفلام السويدية (السويدية)
- ساشا بيتوف على موقع إن إن دي بي (الإنجليزية)
- ساشا بيتوف على موقع قاعدة بيانات الفيلم (الإنجليزية)
- ساشا بيتوف على موقع كينوبويسك (الروسية)